# Kilogramo
El kilogramo (símbolo: kg) es la unidad básica de masa del Sistema Internacional de Unidades (SI). Es una medida ampliamente utilizada en la ciencia, la ingeniería y el comercio en todo el mundo, y a menudo simplemente se le llama kilo en el habla cotidiana.
Es la única unidad básica que emplea un prefijo y la última unidad del SI que siguió definiéndose por un objeto patrón y no por una característica física fundamental. El 20 de mayo de 2019, su definición pasó a estar ligada con la constante de Planck, una constante natural que describe los paquetes de energía emitidos en forma de radiación. Esto permite realizar la unidad de masa a partir de un experimento físico. Actualmente (2023), los experimentos más desarrollados realizan el kilogramo utilizando una balanza de Kibble.

## Definición del kilogramo
La definición oficial del kilogramo, de acuerdo con la Conferencia General de Pesas y Medidas, es:

«El kilogramo, símbolo kg, es la unidad SI de masa. Se define al fijar el valor numérico de la constante de Planck, {\displaystyle h}, como 6.626 070 15 × 10−34 expresado en J·s (julios por segundo), unidad igual a kg·m²·s−1, donde el metro y el segundo se definen en función de c (velocidad de la luz en el vacío) y ΔνCs (duración del segundo atómico).»

De la relación exacta {\displaystyle h}=6.626 070 15·10−34 kg·m²·s-1 se obtiene la unidad kg·m²·s−1 (la unidad de las magnitudes físicas acción y momento angular) y de esta la expresión para el kilogramo en función del valor de la constante de Planck, {\displaystyle h}:
{\displaystyle 1{\text{kg}}=\left({\frac {h}{6.62607015\times 10^{-34}}}\right){\text{m}}^{-2}{\text{s}}}
De aquí, junto con las definiciones del segundo y el metro, se obtiene la definición de la unidad de masa en función de las tres constantes {\displaystyle h}, ΔνCs y {\displaystyle c}:
{\displaystyle 1{\text{kg}}={\frac {\left(299792458\right)^{2}}{\left(6.62607015\times 10^{-34}\right)\left(9192631770\right)}}{\frac {h\,\Delta \nu _{Cs}}{c^{2}}}\approx 1.4755214\times 10^{40}{\frac {h\,\Delta \nu _{Cs}}{c^{2}}}}

### Historia de las definiciones anteriores
La primera definición, decidida en 1795 durante la Revolución francesa, especificaba que el gramo era la masa de un centímetro cúbico de agua pura en el punto de fusión del hielo (aproximadamente a 4 °C). Esta definición era complicada de realizar con exactitud, porque la densidad del agua depende levemente de la presión, con lo que el punto de fusión del hielo no tenía un valor exacto.
En 1875, se firma la Convención del Metro, lo que lleva a la producción del Prototipo Internacional del Kilogramo en 1879 y su adopción en 1889. Este prototipo estaba fabricado con una aleación de platino e iridio —en proporción de 90-10 %, respectivamente, medida por el peso— en forma de cilindro circular recto, con una altura igual al diámetro de 39 milímetros. Tenía una masa igual a la masa de 1 dm³ de agua a presión atmosférica y a la temperatura de su densidad máxima, que es de aproximadamente 4 °C. Dicho prototipo se guarda en la Oficina Internacional de Pesas y Medidas, ubicada en Sèvres, en las cercanías de París (Francia). Este prototipo internacional es uno de tres cilindros hechos originalmente en 1879. En 1883 el prototipo demostró ser indistinguible de la masa del kilogramo normalizado en ese entonces, y se ratificó formalmente como el kilogramo en la primera Conferencia General de Pesas y Medidas en 1889.
Por definición, el error en la medición de la masa del Prototipo Internacional del Kilogramo era exactamente cero, pues el Prototipo Internacional del Kilogramo era el kilogramo. Sin embargo, a lo largo del tiempo se han podido detectar cambios pequeños comparando el modelo original frente a sus copias oficiales. Comparando las masas relativas entre los estándares en un cierto plazo se estima la estabilidad del estándar. El prototipo internacional del kilogramo parecía haber perdido cerca de 50 microgramos en los últimos 100 años, y la razón de la pérdida sigue siendo desconocida.

### Redefinición del patrón

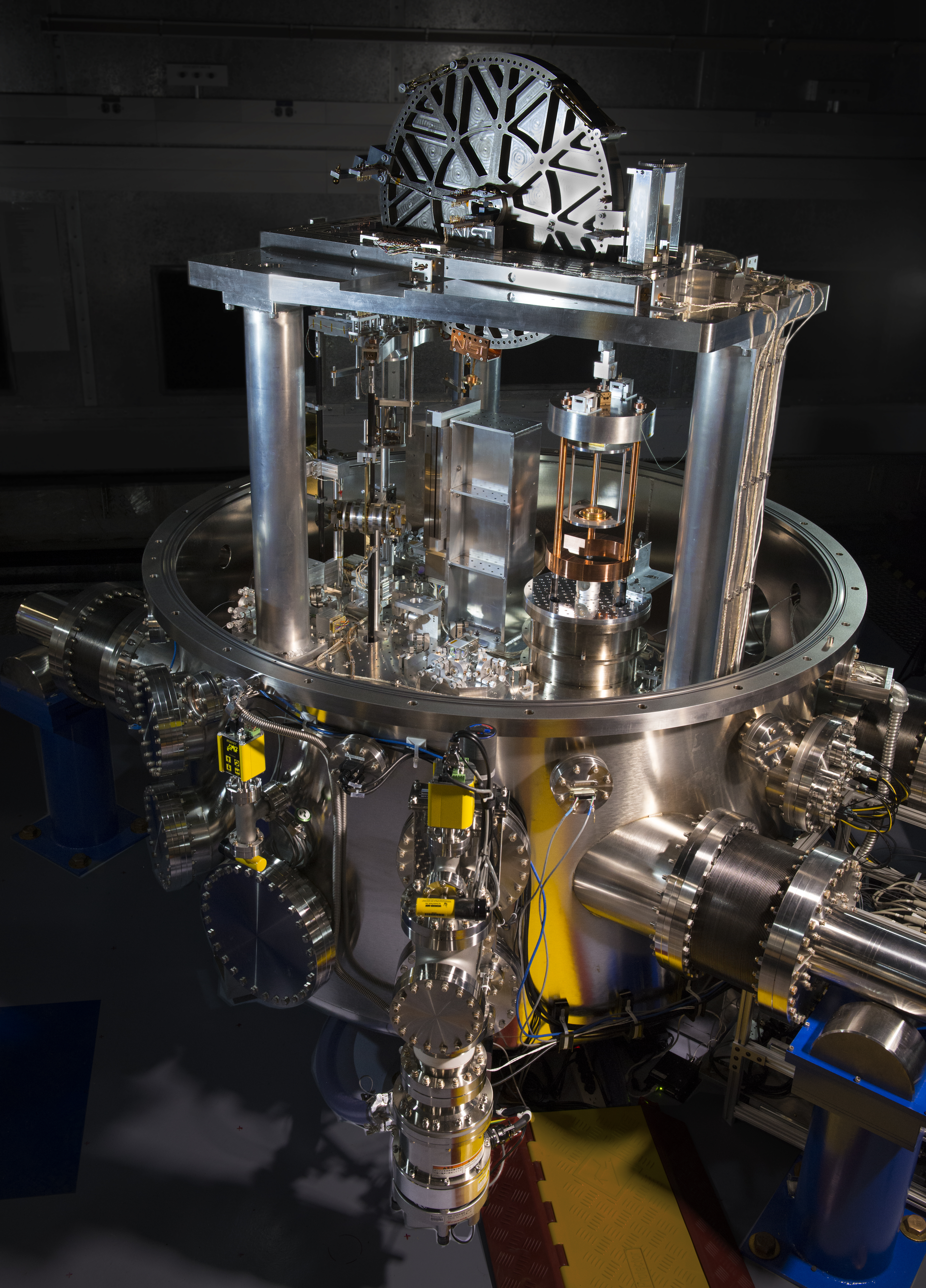
La balanza de Watt NIST-4, que comenzó a funcionar a principios de 2015 en el Instituto Nacional de Estándares y Tecnología estadounidense en Gaithersburg (Maryland), que midió la constante de Planck con una precisión de 13 partes por millardo en 2017, lo cual fue lo suficientemente preciso para ayudar con la redefinición del kilogramo.

130 años después de su implantación, se iniciaron gestiones para definir el patrón de kilogramo mediante propiedades físicas que no variaran con el tiempo. Se establecieron dos vías principales de investigación. La primera consistía en basar la definición en la masa atómica del silicio. Para ello era necesario fijar el valor del número de Avogadro y contar el número exacto de átomos presentes en una esfera de silicio, casi perfecta en su geometría y composición isotópica, cuyas características dimensionales se pueden conocer con gran exactitud. Específicamente, se determinaría el volumen ocupado por la esfera y cada uno de sus átomos, y finalmente, con el número de Avogadro, se determinaría la masa.
La otra alternativa consistía en fijar el valor de la carga del electrón o el de la constante de Planck, que relaciona la energía y la frecuencia de una onda electromagnética por medio de la expresión {\displaystyle E=h\nu } y se puede describir como la unidad de energía emitida en interacciones electromagnéticas. La relación entre la energía y la masa viene dada por la ecuación determinada por Einstein {\displaystyle E=mc^{2}}. Para obtener una definición precisa del kilogramo, el valor de {\displaystyle h} debía determinarse mediante varias mediciones con equipos diferentes; los valores obtenidos debían tener una desviación estándar que no superara cinco partes en cien millones y coincidir entre ellos con un valor de confianza del 95 %. Con este fin, varios institutos nacionales de metrología trabajaron en la puesta a punto de un dispositivo desarrollado por Bryan Kibble del National Physical Laboratory británico, denominado balanza de Kibble, también llamada balanza de Watt o de vatios, debido a que el vatio (watt en inglés) es la unidad de la magnitud con la cual se compara una potencia mecánica con una eléctrica. La balanza de Kibble establece la relación entre una masa, la aceleración de la gravedad, una velocidad, dos frecuencias, y la constante de Planck.
A principios de 2011, poco antes de la celebración de la 24.ª Conferencia General de Pesas y Medidas, se halló consenso en que el método que se utilizaría sería el de la constante de Planck. En 2017 varios laboratorios obtuvieron medidas de la constante que satisficieron los requisitos de la Oficina Internacional de Pesas y Medidas. El 16 de noviembre de 2018, la 26.ª Conferencia General de Pesos y Medidas anunció que la definición del kilogramo pasaría a estar ligada con la constante de Planck. De esta manera, se pueden calibrar los distintos patrones del kilogramo repartidos por el mundo empleando una balanza de Kibble y el nuevo valor de la constante. La nueva definición entró en vigor el 20 de mayo de 2019, quedando el «Grand Kilo» —el patrón parisino— como un estándar de masa secundario. La constante de Planck pasó a ser definida como 6.62607015×10−34 kg⋅m²⋅s−1, quedando el kilogramo definido a partir de esta y, consecuentemente, a partir de otras dos unidades básicas del SI, el segundo y el metro.
Con la anterior definición se fijaba el valor de la masa del prototipo internacional del kilogramo como exactamente igual a un kilogramo, y el valor de la constante de Planck {\displaystyle h} se determinaba experimentalmente, teniendo una incertidumbre asociada. La definición actual fija el valor numérico exacto de {\displaystyle h} y es la masa del prototipo la que hereda su incertidumbre (1 x 10−8), debiendo determinarse a partir de ahora experimentalmente. Esto mismo ocurre para el resto de las unidades.

## Nombre y terminología

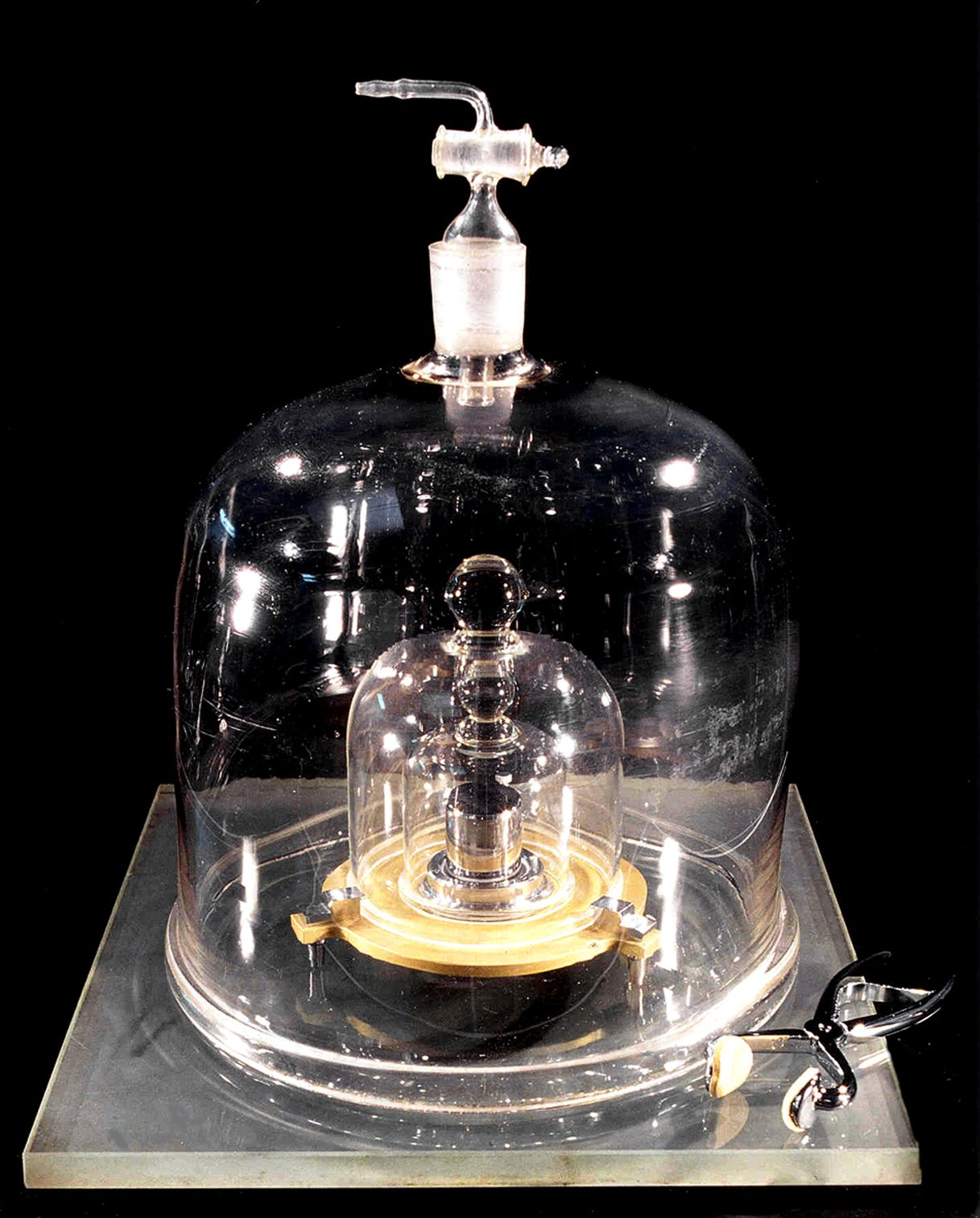
Prototipo Internacional del Kilogramo

El kilogramo es la única unidad básica del SI con un prefijo SI (kilo) como parte de su nombre. La palabra kilogramme o kilogram deriva del francés kilogramme, que a su vez fue una acuñación culta, al prefijar la raíz griega khilioi de χίλιοι khilioi ‘mil’ a gramma, un término latino tardío para ‘un peso pequeño’, a su vez procedente del griego γράμμα gramma. La palabra kilogramo se introdujo en la legislación francesa en 1795, en el Decreto del 18 de Germinal, que revisaba el sistema provisional de unidades introducido por la Convención Nacional Francesa dos años antes, en el que el gravet se había definido como el peso de un centímetro cúbico de agua, equivalente a 1/1000 de un grave.
La grafía francesa se adoptó en Gran Bretaña cuando la palabra se utilizó por primera vez en inglés en 1795, y la grafía kilogramo se adoptó en Estados Unidos. En el Reino Unido se utilizan ambas grafías, siendo «kilogramo» la más común con diferencia. La legislación británica que regula las unidades a utilizar en el comercio por peso o medida no impide el uso de ninguna de las dos grafías.
En el siglo XIX, la palabra francesa kilo, una abreviatura de kilogramme, se importó a la lengua inglesa, donde se ha utilizado para significar tanto kilogramo como kilómetro. Mientras que kilo como alternativa es aceptable, para The Economist, por ejemplo, el sistema Termium Plus del gobierno canadiense establece que «el uso del SI (Sistema Internacional de Unidades), seguido en la escritura científica y técnica» no permite su uso y se describe como «un nombre informal común» en el Diccionario de Unidades de Medida de Russ Rowlett. Cuando el Congreso de los Estados Unidos otorgó al sistema métrico un estatus legal en 1866, permitió el uso de la palabra kilo como alternativa a la palabra kilogramo, pero en 1990 revocó el estatus de la palabra kilo.
El sistema SI se introdujo en 1960, y en 1970 la Oficina Internacional de Pesas y Medidas (BIPM) comenzó a publicar el Folleto del SI, que contiene todas las decisiones y recomendaciones pertinentes de la Conferencia General de Pesas y Medidas (CGPM) relativas a las unidades. El folleto del SI establece que «no está permitido utilizar abreviaturas para los símbolos de las unidades o los nombres de las unidades…», por lo que no es correcto usar la abreviatura «kilo» para referirse al kilogramo.

## El kilogramo se convierte en unidad básica: papel de las unidades para el electromagnetismo
El kilogramo, en lugar del gramo, se adoptó finalmente como unidad de masa básica en el SI, debido principalmente a las unidades para el electromagnetismo. La serie de debates y decisiones pertinentes comenzó aproximadamente en la década de 1850 y concluyó efectivamente en 1946. En resumen, a finales del siglo XIX, las «unidades prácticas» para las magnitudes eléctricas y magnéticas, como el amperio y el voltio, estaban bien establecidas en la práctica (por ejemplo, para la telegrafía). Desgraciadamente, no eran coherentes con las unidades básicas de longitud y masa entonces vigentes, el centímetro y el gramo. Sin embargo, las «unidades prácticas» también incluían algunas unidades puramente mecánicas; en particular, el producto del amperio y el voltio da una unidad de potencia puramente mecánica, el vatio. Se observó que las unidades prácticas puramente mecánicas, como el vatio, serían coherentes en un sistema en el que la unidad base de longitud fuera el metro y la unidad base de masa fuera el kilogramo. De hecho, dado que nadie quería sustituir el segundo como unidad de tiempo base, el metro y el kilogramo son el único par de unidades base de longitud y masa que permiten: 
1. que el vatio sea una unidad de potencia coherente,
2. que las unidades base de longitud y tiempo sean relaciones de potencia entera de diez con el metro y el gramo (para que el sistema siga siendo «métrico»), y
3. que los tamaños de las unidades base de longitud y masa sean convenientes para el uso práctico.

Esto dejaría fuera las unidades puramente eléctricas y magnéticas: mientras que las unidades prácticas puramente mecánicas, como el vatio, son coherentes en el sistema metro-kilogramo-segundo, las unidades explícitamente eléctricas y magnéticas, como el voltio, el amperio, etc., no lo son. La única manera de hacer que esas unidades sean también coherentes con el sistema metro-kilogramo-segundo es modificar ese sistema de otra manera: hay que aumentar el número de dimensiones fundamentales de tres (longitud, masa y tiempo) a cuatro (las tres anteriores, más una puramente eléctrica).

### El estado de las unidades del electromagnetismo a finales delsigloXIX
Durante la segunda mitad del siglo XIX, el sistema de unidades centímetro-gramo-segundo se fue imponiendo para el trabajo científico, tratando el gramo como la unidad fundamental de masa y el kilogramo como un múltiplo decimal de la unidad base formado por el uso de un prefijo métrico. Sin embargo, a medida que el siglo se acercaba a su fin, existía un descontento generalizado con el estado de las unidades para la electricidad y el magnetismo en el sistema CGS. Para empezar, había dos opciones obvias para las unidades absolutas del electromagnetismo: el sistema «electrostático» (CGS-ESU) y el sistema «electromagnético» (CGS-EMU). Pero el principal problema era que los tamaños de las unidades eléctricas y magnéticas coherentes no eran convenientes en ninguno de estos sistemas; por ejemplo, la unidad ESU de resistencia eléctrica, que más tarde se denominó estatohmio, corresponde a unos 9×1011 ohmios, mientras que la unidad EMU, que más tarde se denominó abohm, corresponde a 10−9 ohmios. Durante bastante tiempo, las unidades ESU y EMU no tenían nombres especiales; uno solo diría, por ejemplo, la unidad de resistencia ESU. Aparentemente, fue solo en 1903 que AE Kennelly sugirió que los nombres de las unidades de la UEM se obtuvieran anteponiendo el nombre de la 'unidad práctica' correspondiente por 'ab-' (abreviatura de 'absoluto', dando el 'abohm', 'abvolt', el 'abampere', etc.), y que los nombres de las unidades ESU se obtengan de forma análoga utilizando el prefijo 'abstat-', que luego se abrevió a 'stat-' (dando el 'statohm', 'statvolt' , 'statampere', etc.). Este sistema de nomenclatura fue ampliamente utilizado en los Estados Unidos, pero, aparentemente, no en Europa.
Para sortear esta dificultad, se introdujo un tercer conjunto de unidades: las llamadas unidades prácticas. Las unidades prácticas se obtuvieron como múltiplos decimales de unidades coherentes CGS-EMU, elegidas de forma que las magnitudes resultantes fueran convenientes para el uso práctico y para que las unidades prácticas fueran, en la medida de lo posible, coherentes entre sí. Las unidades prácticas incluían unidades como el voltio, el amperio, el ohmio, etc., De hecho, la razón principal por la que se eligieron posteriormente el metro y el kilogramo como unidades básicas de longitud y masa fue que son la única combinación de múltiplos o submúltiplos decimales de tamaño razonable del metro y del gramo que puede ser coherente con el voltio, el amperio, etc.
La razón es que las magnitudes eléctricas no pueden aislarse de las mecánicas y térmicas: están conectadas por relaciones como «corriente × diferencia de potencial eléctrico = potencia». Por esta razón, el sistema práctico también incluye unidades coherentes para ciertas magnitudes mecánicas. Por ejemplo, la ecuación anterior implica que el «amperio × voltio» es una unidad práctica coherente derivada de la potencia; esta unidad se denominó vatio. La unidad coherente de energía es entonces el vatio por el segundo, que se denominó julio. El julio y el vatio también tienen magnitudes convenientes y son múltiplos decimales de las unidades coherentes CGS para la energía, el ergio, y la potencia (el ergio por segundo). El vatio no es coherente en el sistema centímetro-gramo-segundo, pero sí lo es en el sistema metro-kilogramo-segundo y en ningún otro sistema cuyas unidades base de longitud y masa sean múltiplos o submúltiplos decimales de tamaño razonable del metro y del gramo.
Sin embargo, a diferencia del vatio y el julio, las unidades explícitamente eléctricas y magnéticas (el voltio, el amperio, etc.) no son coherentes ni siquiera en el sistema (tridimensional absoluto) del metro-kilogramo-segundo. En efecto, se puede calcular cuáles deben ser las unidades básicas de longitud y masa para que todas las unidades prácticas sean coherentes (el vatio y el julio, así como el voltio, el amperio, etc.). Los valores son: 107 metros (la mitad de un meridiano de la Tierra, llamado cuadrante) y 10−11 gramos (llamado undécimo gramo).
Por lo tanto, el sistema absoluto completo de unidades en el que las unidades eléctricas prácticas son coherentes es el sistema cuadrante-undécimo-gramo-segundo (QES). Sin embargo, las magnitudes extremadamente inconvenientes de las unidades base para la longitud y la masa hicieron que nadie se planteara seriamente adoptar el sistema QES. Así pues, las personas que trabajaban en aplicaciones prácticas de la electricidad tenían que utilizar unidades para las magnitudes eléctricas y para la energía y la potencia que no eran coherentes con las unidades que utilizaban para, por ejemplo, la longitud, la masa y la fuerza.
Mientras tanto, los científicos desarrollaron otro sistema absoluto totalmente coherente, que llegó a llamarse sistema de Gauss, en el que las unidades para las magnitudes puramente eléctricas se toman del CGE-ESU, mientras que las unidades para las magnitudes magnéticas se toman del CGS-EMU. Este sistema resultó muy cómodo para el trabajo científico y todavía se utiliza ampliamente. Sin embargo, los tamaños de sus unidades seguían siendo demasiado grandes o demasiado pequeños —en muchos órdenes de magnitud— para las aplicaciones prácticas.
Por último, además de todo esto, tanto en CGS-ESU como en CGS-EMU, así como en el sistema de Gauss, las ecuaciones de Maxwell están «sin racionalizar», lo que significa que contienen varios factores de 4π que muchos trabajadores encontraron incómodos. Así que se desarrolló otro sistema para rectificar esto: el sistema gaussiano «racionalizado», normalmente llamado sistema Lorentz-Heaviside. Este sistema se sigue utilizando en algunos subcampos de la física. Sin embargo, las unidades de ese sistema están relacionadas con las unidades gaussianas por factores de √4π ≈ 3.5, lo que significa que sus magnitudes seguían siendo, como las de las unidades gaussianas, demasiado grandes o demasiado pequeñas para las aplicaciones prácticas.

### La propuesta de Giorgi
En 1901, Giovanni Giorgi propuso un nuevo sistema de unidades que remediaría este estado de cosas. Observó que las unidades prácticas mecánicas como el julio y el vatio son coherentes no solo en el sistema QES, sino también en el sistema metro-kilogramo-segundo (MKS). Por supuesto, se sabía que la mera adopción del metro y el kilogramo como unidades de base -obteniendo el sistema tridimensional MKS- no resolvería el problema: mientras que el vatio y el julio serían coherentes, no lo serían el voltio, el amperio, el ohmio y el resto de las unidades prácticas para las magnitudes eléctricas y magnéticas (el único sistema absoluto tridimensional en el que todas las unidades prácticas son coherentes es el sistema QES).
Pero Giorgi señaló que el voltio y el resto podrían ser coherentes si se abandonara la idea de que todas las magnitudes físicas deben ser expresables en términos de las dimensiones de longitud, masa y tiempo, y se admitiera una cuarta dimensión base para las magnitudes eléctricas. Se podría elegir cualquier unidad eléctrica práctica como nueva unidad fundamental, independiente del metro, el kilogramo y el segundo. Los candidatos más probables para la cuarta unidad independiente eran el culombio, el amperio, el voltio y el ohmio, pero finalmente el amperio resultó ser el más conveniente para la metrología. Además, la libertad obtenida al independizar una unidad eléctrica de las unidades mecánicas podía utilizarse para racionalizar las ecuaciones de Maxwell.
La idea de que había que renunciar a tener un sistema puramente «absoluto», es decir, uno en el que solo la longitud, la masa y el tiempo son las dimensiones básicas, se alejaba del punto de vista que parecía subyacer a los primeros avances de Gauss y Weber (especialmente sus famosas «mediciones absolutas» del campo magnético de la Tierra), y la comunidad científica tardó algún tiempo en aceptarla, sobre todo porque muchos científicos se aferraban a la idea de que las dimensiones de una cantidad en términos de longitud, masa y tiempo especifican de algún modo su «naturaleza física fundamental».

## Gramo

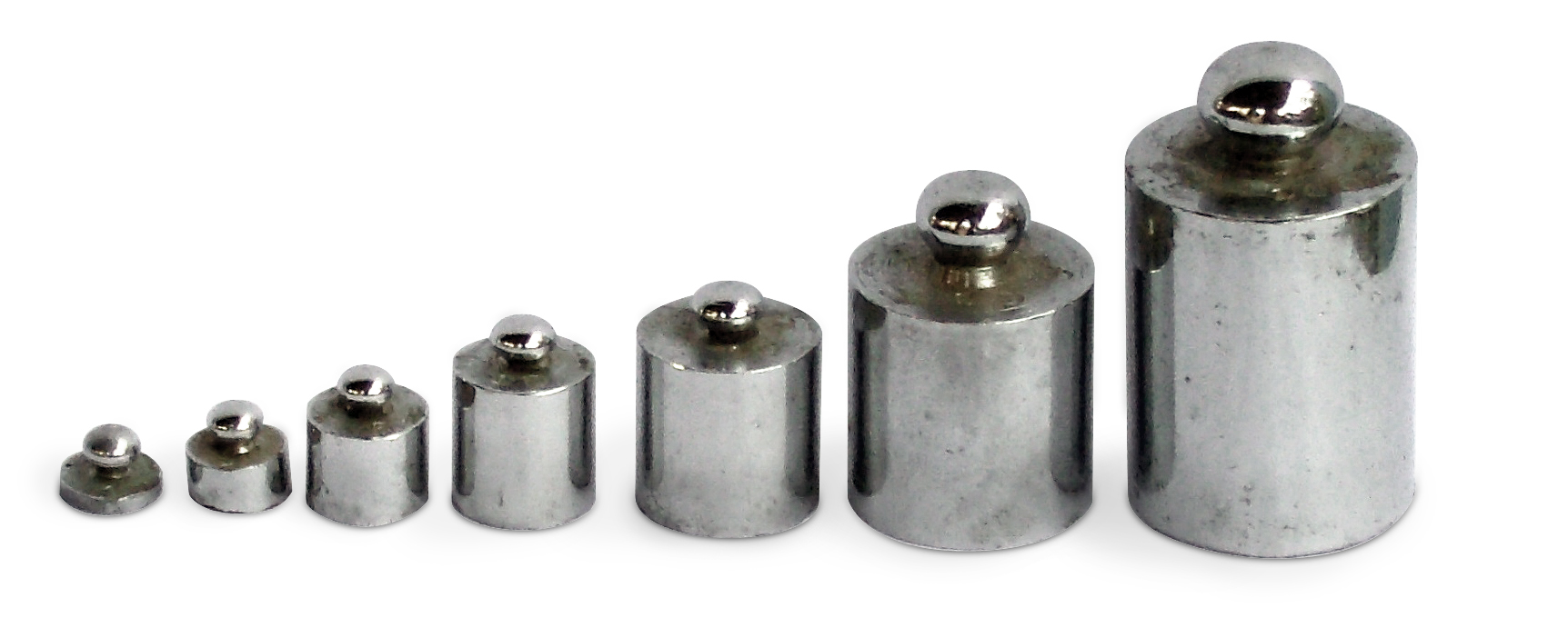
Pesos de uno hasta cien gramos.

El gramo es el término al cual se aplican los prefijos del SI. La razón por la que la unidad básica de la masa tiene un prefijo es histórica. Originalmente, la formación de un sistema decimal de unidades fue encargada por Luis XVI de Francia y, en los planes originales, el equivalente al kilogramo fue llamado «grave». Junto con el grave se creó también una unidad más pequeña llamada gravet, que era equivalente a 0.001 kg (1 gramo), así como una unidad más grande llamada bar, que era equivalente a 1000 kg (1 tonelada). Con esas medidas se creó la siguiente escala: miligravet, centigravet, decigravet, gravet (gr), centigrave, decigrave, grave (kg), centibar, decibar, bar (t). Sin embargo, el sistema métrico no entró en vigor sino hasta después de la revolución francesa.
En 1795 una nueva ley reemplazó los tres nombres (gravet, grave y bar) por un solo nombre de unidad genérico: el gramo. El nuevo gramo era igual al antiguo gravet. Se añadieron cuatro nuevos prefijos para cubrir la misma gama de unidades que en 1793 (miligramo, centigramo, decigramo, gramo, decagramo, hectogramo, kilogramo, y miriagramo). El gramo era también la unidad básica del más viejo sistema de medida: el sistema CGS, que no es muy ampliamente utilizado.

## Otros
También es común que se utilice el vocablo como unidad de fuerza en el Sistema Técnico de Unidades, aunque debe hacerse bajo el nombre de kilogramo-fuerza o kilopondio. El kilogramo fuerza o kilopondio es, por definición, el peso de una masa de 1 kilogramo en la gravedad estándar en la superficie terrestre; esto es, 9,80665 m/s². Por eso, una masa de 1 kilogramo (Sistema Internacional de Unidades) pesa 1 kilogramo fuerza (Sistema Técnico) solamente si la gravedad tiene ese valor.

## Múltiplos y submúltiplos
| Submúltiplos                                           | Submúltiplos | Submúltiplos |        | Múltiplos | Múltiplos            | Múltiplos |
| Valor                                                  | Símbolo      | Nombre       | Valor  | Símbolo   | Nombre               |           |
| 10−1 g                                                 | dg           | decigramo    | 101 g  | dag       | decagramo            |           |
| 10−2 g                                                 | cg           | centigramo   | 102 g  | hg        | hectogramo           |           |
| 10−3 g                                                 | mg           | miligramo    | 103 g  | kg        | kilogramo            |           |
| 10−6 g                                                 | µg           | microgramo   | 106 g  | Mg        | megagramo o tonelada |           |
| 10−9 g                                                 | ng           | nanogramo    | 109 g  | Gg        | gigagramo            |           |
| 10−12 g                                                | pg           | picogramo    | 1012 g | Tg        | teragramo            |           |
| 10−15 g                                                | fg           | femtogramo   | 1015 g | Pg        | petagramo            |           |
| 10−18 g                                                | ag           | attogramo    | 1018 g | Eg        | exagramo             |           |
| 10−21 g                                                | zg           | zeptogramo   | 1021 g | Zg        | zettagramo           |           |
| 10−24 g                                                | yg           | yoctogramo   | 1024 g | Yg        | yottagramo           |           |
| 10−27 g                                                | rg           | rontogramo   | 1027 g | Rg        | ronnagramo           |           |
| 10−30 g                                                | qg           | quectogramo  | 1030 g | Qg        | quettagramo          |           |
| Los prefijos más comunes de unidades están en negrita. |              |              |        |           |                      |           |

## Equivalencias
1 kilogramo es equivalente a:
- 1 000 000 mg
- 100 000 cg
- 10 000 dg
- 1000 g
- 100 dag
- 10 hg
- 0,1 mag
- 0,01 q
- 0,001 t
- 2,2 lb